# ももせもも
ももせ もも（1993年7月15日 - ）は、日本のグラビアアイドル。

## 経歴
1993年7月15日、大阪府に生まれる。
2000年4月、小学校入学。在学中より胸は周りより大きかったが、男子の目線よりも同級生の女子の目線が気になった。体育の時間になると、上級生らがももせが走るのを見物に来た。臨海学校や修学旅行など私服の学校行事があると、保護者のお母さんたちから体を強調するような服を着るんじゃないと文句を言われた。小学校在学中、すでに偏執的なファンがついていた。謎のおじさんが付きまとうので祖母が学校の送迎をしていた。
2006年4月、中学校入学。中学時代の制服は伸縮性のあるポロシャツのようなもので、この頃は胸が大きいこともあまり問題にならなかった。在学中、小学校時代とは別のストーカーが出たので部活の仲間と出来るだけ大人数で下校するようにした。また、日本語の通じない外国人のストーカーは怖かったという（徳重龍徳のインタビューによる）。待ち伏せていたストーカーに車に引きずり込まれそうになったこともあるが、たまたまそこにいたマダムたちが声を上げてくれて難を逃れる。
2009年4月、高等学校入学。もともと小さい頃から子供が好きで、福祉科のある学校を選ぶ。高校の制服はベストの下にカッターシャツだったが、伸縮性が無くて困った。腕の長さに合わせたシャツだと胸元が締まらず、逆に胸のサイズに合わせたらダボダボのサイズしかなかった。そこでカッターシャツは腕の長さに合わせ、胸元は開けたままにしてその上にベストを着用した。夏にどれだけ暑くても、ベストは絶対に着ていた。1年生のとき初めての彼ができる。お相手は軽音楽部にいた同級生。ほかの多くの人がももせの首から下に視線が行きがちななか、目を見てしゃべってくれる人だったことから、「私のことを人間としてちゃんと見てくれている感じがあっ」た。いつの間にか交際に発展していた。
2012年4月、保育の専門学校入学。高校卒業後はアダルトビデオのスカウトによく遭遇する。
専門学校卒業後は保育士として働く。22歳のとき（2015年頃）今の事務所にスカウトされるが「好きだからという理由だけでできる仕事じゃないですし、私に向いているとも思えず」3年ほど返事をしなかった。保育士の仕事は楽しく、高校時代から付き合っていた彼とはこのままなら結婚できる。順風満帆な人生だっただけに葛藤も大きかった。
あるとき、スカウトした社長が浅草の三社祭に誘ってくれた。そこでグラドルのMEGUMIに会う。グラドルの道へ進むかどうか迷っていると相談したところ、MEGUMIからは「絶対やった方がいいよ」と言われた。それが後押しになり、保育士の職を捨てグラドルとなる。不器用なので二足のわらじは履けない、と彼とも別れ上京。本人によると「いざとなれば東京で保育士のバイトをしようとも思っていたんですが、ありがたいことにデビューしてからは一度もバイトをしてません」。
2019年8月30日、ファーストDVD『ももぱい』を発売しデビュー。当時115センチKカップのももせのバストを『週刊アサヒ芸能』では「魔乳」と呼んだ。
この年、AmazonおよびDMMのランキングで1か月以上、上位5位以内をキープ、売上では1位を記録した。同年12月にはキネマ旬報社が主催する「グラビア・オブ・ザ・イヤー2019」で優秀賞を受賞。
2020年、『アウト×デラックス』に出演。ももせのおっぱいについて、マツコ・デラックスは「神々しい」、矢部浩之は「平和の象徴」とコメント。本人は「そういう捉え方もあるんだ…」とポジティブな気持ちになれた。また、嫌味のない巨乳として受け止めてもらえるのが自身最大の武器なのかもしれないと気付くことができた（ソムタム田井の取材による）。
2025年7月5日、山梨県富士川町で開催の「アニメクラシックス アニソン花火」では「Teamクラ・コス」としてアンバサダーを担当した。

## 人物・エピソード
- 趣味はアニメ・漫画・ゲーム・コスプレ。特技は子供の寝かしつけ[1]。
- 母も3人の妹も特に巨乳という訳ではない。本人の発言によると、小さい頃から太ったり痩せたりを繰り返してきたが、太って胸が大きくなるのに、痩せても小さくならなかった[14]。
- 自身の“超乳”が原因で交通事故も発生している。交差点での信号待ち中、バイクの運転手が右折しようとしていたところ、ももせを二度見、さらに三度見したところで転倒してしまった。これだけではなくクルマが2回、バイクが2回、自転車は数えきれないほど被害に遭っている[14]。

### おっぱいとその発育について
- 胸が大きいと初めて自覚したのは小学校3年のとき。胸ポチもかなり目立ってきており[15]、担任の教諭に指摘されブラジャーを着けることにした。祖母と下着屋さんに行ったところ、当時Eカップだった[注釈 5]。卒業するころにはFカップに成長していた[16]。
- 中学校在籍中はGからIカップ[14]。
- 中3でGカップ、高1でIカップとする資料もある[4]
- 20代のうちにIカップからMカップに成長[7]
- 2019年8月の報道によると115センチKカップ。
- 2025年4月現在のプロフィールでは160センチ、120-70-110のMカップ。Infoboxの数値はこれを採用した[1]。なお、129.5-70-110のMカップとする資料もある[17]。

## 作品

### DVD
- ももぱい（2019年12月24日、スパイスビジュアル）
- ミルキー・グラマー （2020年2月21日、竹書房）
- ももぱい2（2020年3月1日、スパイスビジュアル）
- 巨乳転生（2020年5月22日、リバプール）[18]
- ももぱい3（2021年3月26日、スパイスビジュアル）
- ももぱい4（2022年3月25日、スパイスビジュアル）
- 爆乳メイドのお仕事（2023年1月25日、イーネット・フロンティア）
- 129.5cmMONSTER（2024年10月22日、エアーコントロール）

## 書籍・出版

### 雑誌
- EX MAX!（2020年9月号 - 2020年12月号（喜怒哀楽をテーマ）、2021年1月号 - 2022年6月号（いろはにももせもも）、楽楽出版）

## 出演

### ラジオ
- よゐこ有野のノーギャラジオ（2022年2月5日、MBSラジオ）[19][20]

### テレビ
- 美女たちの密談 モテるの法則X season4 「#5「爆乳女子」のオトコ遍歴」（2023年7月4日（3日深夜）、エンタメ～テレ）[21]
- アウト×デラックス（2020年9月3日）[22]
- 相席食堂（2022年8月23日、ABCテレビ）[23][24]
- るてんのんてる（2023年3月24日、読売テレビ）[25]
- ヒコロヒーとニッチな苦労人（2023年3月19日、カンテレ）
- 極聴～この番組はイヤホンでお聴きください～（読売テレビ）

### ウェブテレビ
- ダマってられない女たち（2025年1月17日、ABEMA）[26]